# Theresa (Wisconsin)
Theresa è un villaggio degli Stati Uniti d'America, situato in Wisconsin, nella contea di Dodge.